# Pasongsong gyerantak
Pour plus de détails, voir Fiche technique et Distribution.
Pasongsong gyerantak (파송송 계란탁) est un film sud-coréen réalisé par Oh Sang-hoon, sorti le 18 février 2005.

## Synopsis
Ce film raconte l'histoire de Dae-gyu, un homme frivole de 36 ans, qui est très surpris d'apprendre un jour qu'il est le père d'un garçon précoce de sept ans. Leur rencontre commence lorsque le supposé fils In-gwon apparaît à la porte de Dae-gyu, refusant de s'en aller tant que le peu enthousiaste et très confus Dae-gyu n'accepte pas de l'emmener dans un « road trip » impromptu. Cette rencontre et ce voyage vont finir par changer totalement les vies de chacun d'entre eux, d'une façon qu'ils n'auraient jamais pu imaginer...

## Fiche technique
- Titre : Pasongsong gyerantak
- Titre original : 파송송 계란탁
- Titre anglais : Cracked Eggs and Noodles
- Réalisation : Oh Sang-hoon
- Scénario : Oh Sang-hoon
- Musique : Jo Seong-woo
- Photographie : Lee Seok-hyeon
- Montage : Kyeong Min-ho
- Pays d'origine : Corée du Sud
- Langue : coréen
- Format : Couleurs - 2,35:1 - Dolby Digital - 35 mm
- Genre : Comédie dramatique
- Durée : 120 minutes
- Date de sortie : 18 février 2005 (Corée du Sud)

## Distribution
- Lim Chang-jung : Lee Dae-gyu
- Lee In-sung : Seo In-gwon
- Uhm Soo-jung : Jae-hee
- Park Hye-won : Jin-young
- Choi Moo-in : Jin-gu